# Aiceona retipennis
Aiceona retipennis är en insektsart. Aiceona retipennis ingår i släktet Aiceona och familjen långrörsbladlöss. Inga underarter finns listade i Catalogue of Life.